# Jaskinia w Lipówce
Jaskinia w Lipówce – jaskinia na wzgórzu Lipówki w miejscowości Olsztyn w województwie śląskim, w powiecie częstochowskim. Pod względem geograficznym znajduje się na Wyżynie Mirowsko-Olsztyńskiej będącej częścią Wyżyny Częstochowskiej.

## Opis obiektu
Otwór jaskini jest dobrze widoczny w niewysokich skałkach na południowym stoku Lipówek, nieco poniżej skał Grzybki i Płetwa. Ma półkolisty kształt, wysokość 2 m, szerokość 2,5 m. Zaraz za otworem jest widna, duża, kopulasta komora o silnie zwietrzałych ścianach, w niektórych miejscach o barwie różowej lub czarnej (od palonych w niej ognisk). W jej tylnej części na wysokości 1,5 m jest niewielkie okienko, a za nim korytarz prowadzący w głąb skały. Korytarz ma długość około 6 m, dalej przechodzi w okrągłą i niedostępną rurkę. Strop korytarza jest bardzo nieregularny i są w nim 4 kominy; pierwszy z nich wyprowadza ciasnym otworem na powierzchnię skał.
Jaskinia powstała w wapieniach pochodzących z późnej jury. Namulisko obfite, o dużej miąższości, gliniaste z domieszką wapiennego piasku, przy otworze próchniczne. Ściany jaskini myte i ogładzone bez nacieków, jedynie w niektórych miejscach są zwietrzałe grzybki. Światło dzienne dociera do początkowej części korytarza za okienkiem, mikroklimat jest zmienny.

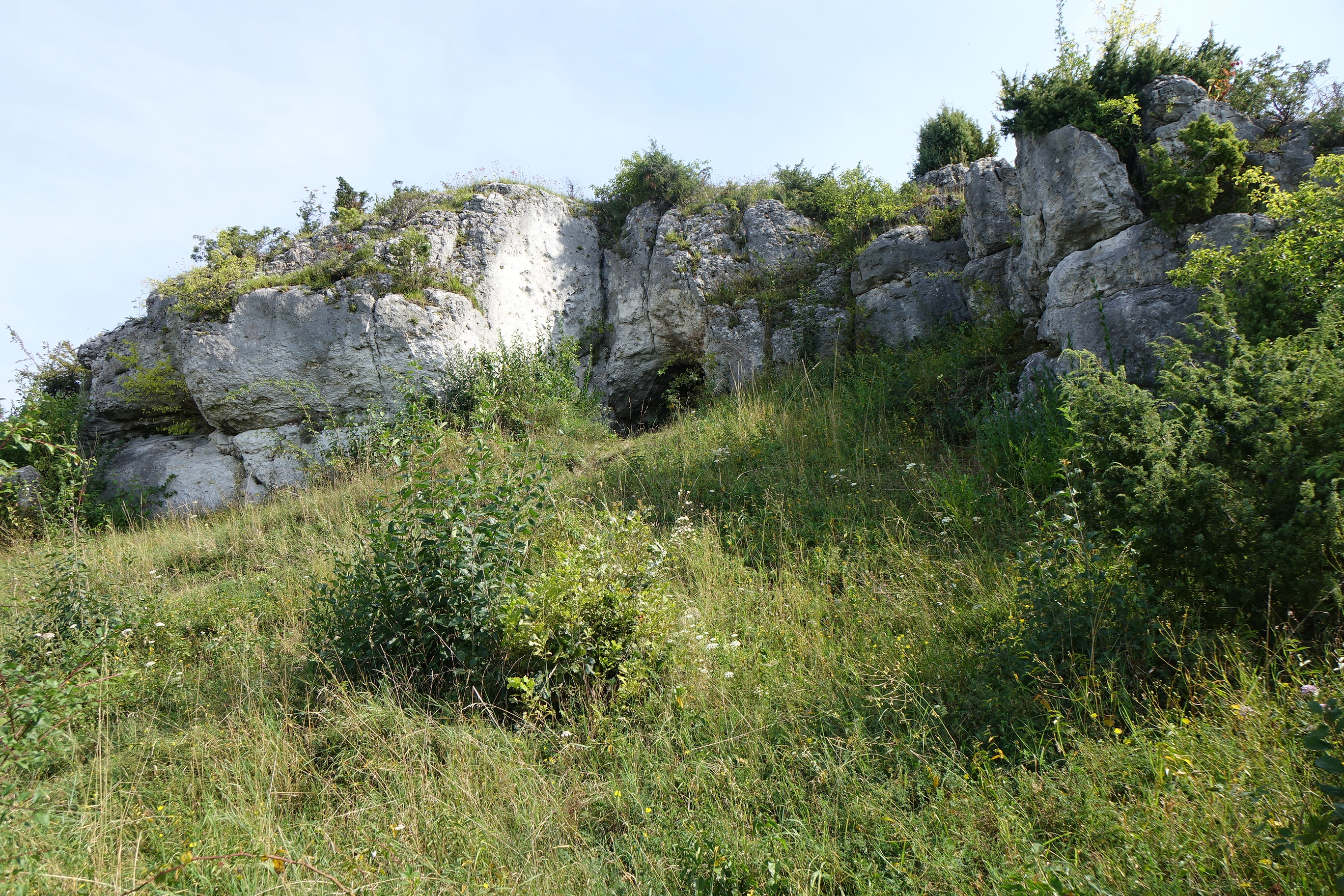
Skałki z jaskinią
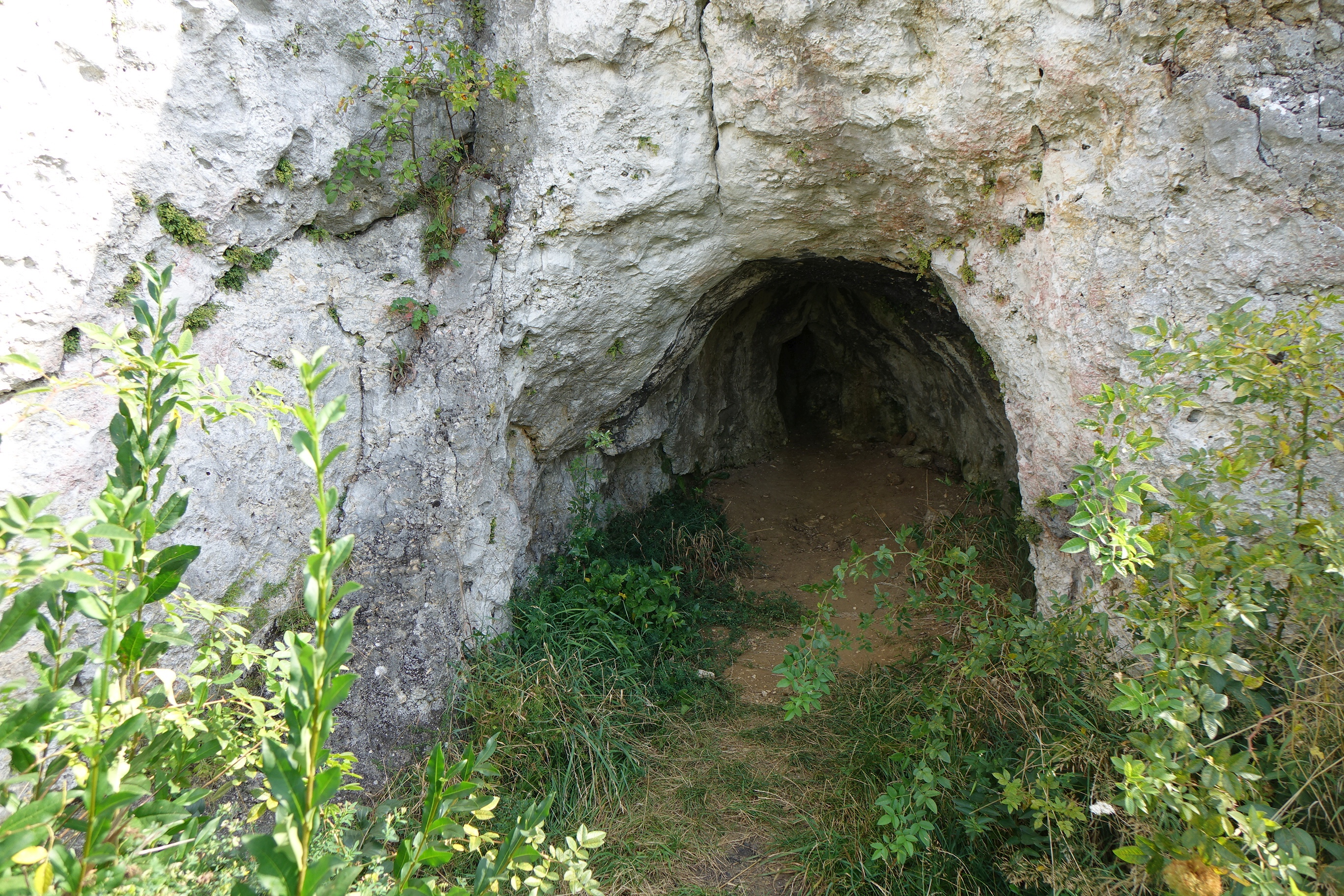
Otwór jaskini i komora
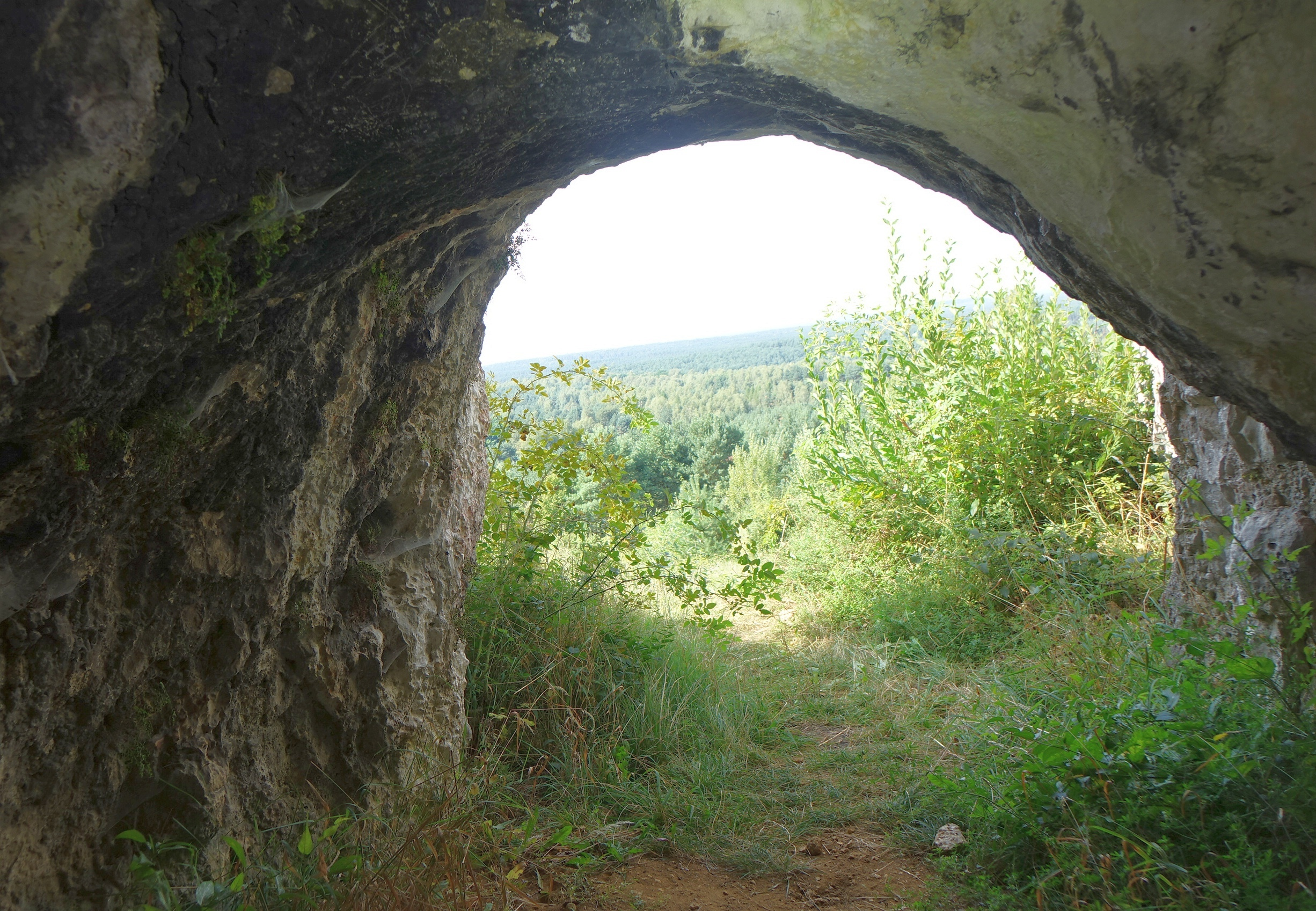
Widok z jaskini

## Historia poznania
Jaskinia znana była od dawna i od dawna odwiedzana była przez ludzi. Po raz pierwszy opisał ją Z. Biernacki w 1971 r., sporządził też szkic jej planu. Obecny plan jaskini sporządził Jerzy Zygmunt w 2000 r.
Na Lipówkach jest jeszcze druga jaskinia – Schronisko w Podciętej Turni na Lipówce.